# Хеклер и Кох
Hekler i Koh (H&K) je nemački proizvođač oružja, sa sedištem u gradu Oberndorf am Nekar.

## Istorija
Preduzeće je osnovano 1949, a osnivači su Edmund Hekler, Teodor Koh i Aleks Sajdel. Sve do 1955. preduzeće je proizvodilo razne mašine; 1955. počela je proizvodnja oružja.
1956. Bundesver je zatražio da se proizvede jurišna puška H&K G3, koja je postala zvanično oružje Bundesvera.

## Proizvodi

#### Pištolji
- H&K USP
- H&K P2000
- H&K P30
- H&K 45

#### Automati
- H&K MP5
- H&K UMP
- H&K MP7

#### Jurišne puške
- H&K G3
- H&K G416
- H&K HK33
- H&K G36

#### Sačmare
- H&K HK FP6

#### Snajperske puške
- H&K HK PSG1

## Korisnici
Oružje ove kompanije se koristi širom sveta i ima reputaciju pouzdanog oružja. Među korisnicima je i Vojska Srbije (H&K MP5, H&K UMP, H&K G36...)